# Paul Iribe
Joseph-Paul Iribe, né le 8 juin 1883 à Angoulême et mort le 21 septembre 1935 à Roquebrune, est un dessinateur, illustrateur de mode, affichiste, patron de presse, réalisateur et décorateur français.
Il est considéré comme un des précurseurs du mouvement de l'Art déco. Il fut l'époux de la comédienne Jane Dirys, puis le compagnon de Gabrielle Chanel.

## Parcours

### Origines
Paul Iribe est le fils de Jean-Jules Iribe (Pau, 1836-1914), ingénieur du cadre auxiliaire des travaux de l’État, qui fut rédacteur au journal Le Temps,. S'il s'agit bien là de son père (et non de l'ingénieur Jean-Gustave Iribe, né en 1845, le frère de Jules), c'est lui qui fut chargé le 16 mai 1871 d'abattre la colonne Vendôme. À l'issue de cet événement, Jean-Jules Iribe quitte la France pour l'Espagne. Cet exil volontaire le conduit à rencontrer Josepha Maria Sanchez de la Campa y Salguero (née à San Fernando, dans la province de Cadix, en 1853). La mère de Jeanne Iribe (née en 1874 à Séville), Dominque Iribe (né en 1876 à Séville) et de Paul Iribe.
Sous la Troisième République, Jean-Jules Iribe travaille à l'édification du canal de Panama.

### Formation
La famille Iribe s'installe en France à l'été 1892, au 60 boulevard de Clichy. À côté de leur domicile se trouve le cabaret "Quat'z'art". Paul Iribe est scolarisé au collège Rollin (actuel lycée Jacques Decour) puis au lycée Condorcet à Paris. Ses professeurs le reconnaissent comme "un élève intelligent, qui n'aurait qu'à vouloir pour prendre un bon rang dans la classe" entravé par "une paresse qui n'a d'égale que sa dissipation".
Jean-Jules Iribe travaille alors comme rédacteur dans la revue Le Temps. C'est par son entremise que Paul Iribe réalise un apprentissage de typographe dans le quotidien. Il y apprend les rudiments de la mise en page, les techniques de la composition d'un article, l'art de la rédaction.
À la suite du départ de son père à Hendaye après l'obtention d'un poste de directeur dans un Sanatorium pour enfants, Paul Iribe quitte Le Temps pour s'engager dans l'atelier de l'architecte René Binet. Binet travaille à la conception et construction de deux des portes d'entrée de l'Exposition universelle de 1900 ; celle des Champs-Élysées et celle de la place de la Concorde.

### Illustrateur, caricaturiste et homme de presse
Le département "La Rue de Paris" de l'Exposition universelle de 1900 achève de susciter la vocation de Paul Iribe pour l'illustration. Dans ce département qui regroupe les attractions amusantes de l'exposition (Palais de la Danse, Cinéma, Maison du Rire), le jeune Paul Iribe voit travailler la plupart des grands dessinateurs et caricaturistes de son temps (Jean-Louis Forain, Adolphé Léon Willette, Félix Valloton, Henri de Toulouse-Lautrec, Charles Huart, Théophile Alexandre Steinlen, Louis Métivet).
Après avoir participé à des classes libres à l'École des beaux-arts de Paris, Paul Iribe collabore en tant que dessinateur et caricaturiste à de nombreuses revues dont Le Rire (dès 1901), Cocorico, Le Sourire et L'Assiette au beurre.
Il signe aussi « Crépin », « George Maine », « Tobie Flip ». Certains dessins furent réalisés par son ami Pierre Legrain mais signés Iribe.
En 1906, il crée Le Témoin, un journal illustré satirique de tendance nationaliste, d'une présentation novatrice, grâce à l'argent de Dagny Bjornson-Langen, divorcée de l'éditeur allemand Albert Langen, le fondateur de Simplicissimus. Le Témoin s'arrête en 1910, puis reparaîtra de 1933 à 1935.

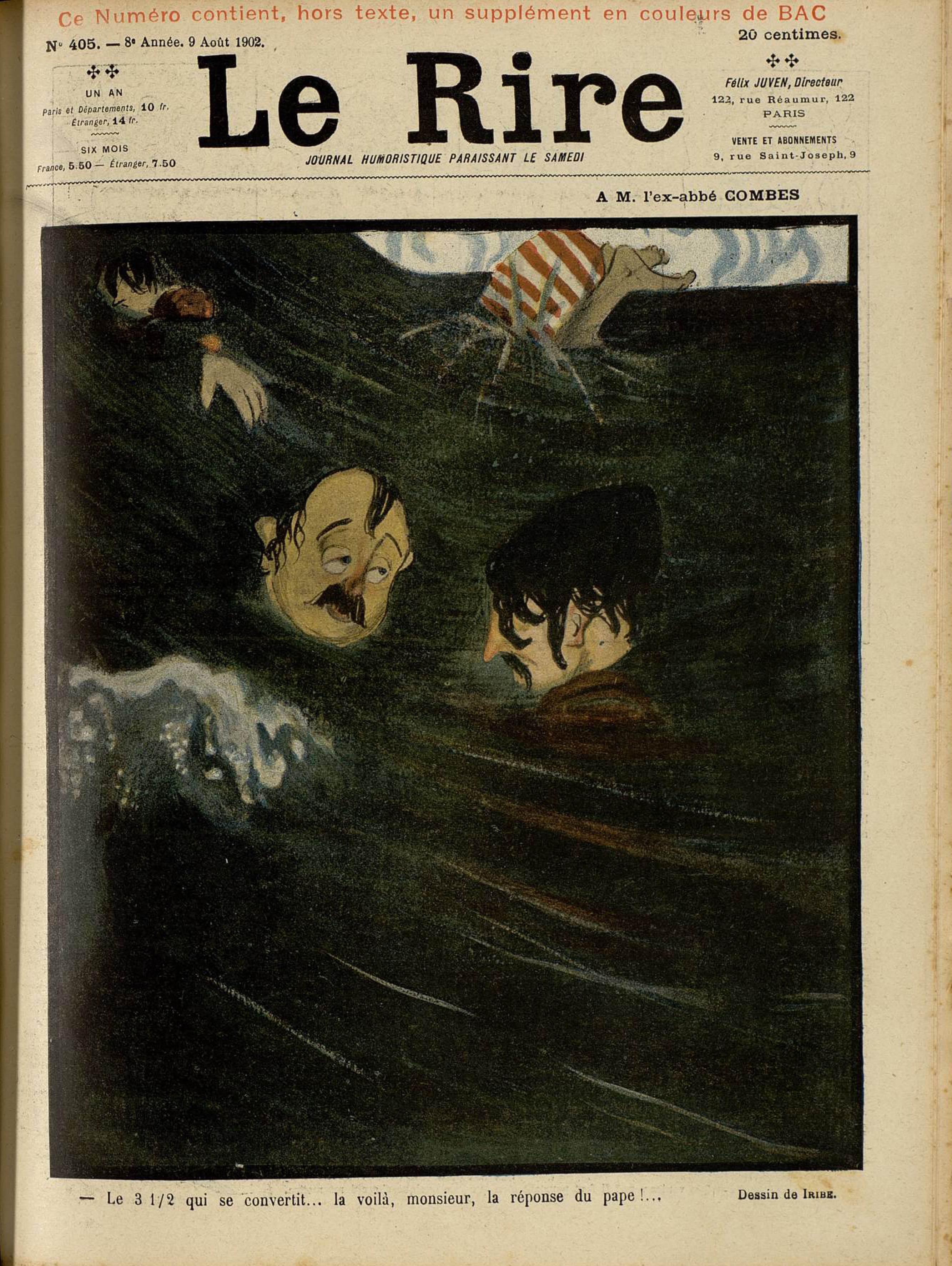
Couverture pour Le Rire du 9 août 1902.
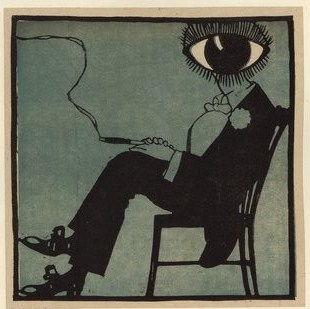
Illustration pour Le Témoin (1906).
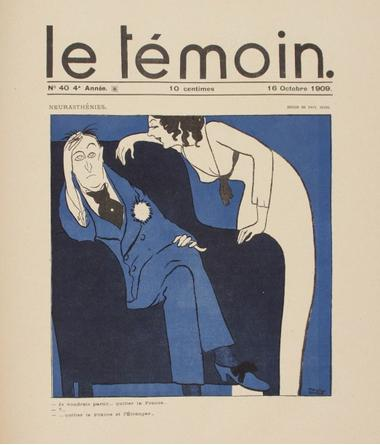
Couverture pour Le Témoin du 16 octobre 1909.

### La mode et les arts décoratifs
En 1908, à la demande de Paul Poiret, il conçoit un ouvrage intitulé Les Robes de Paul Poiret racontées par Paul Iribe qu'il illustre et dont il supervise la fabrication. Cet album, d'un style très nouveau, devient le modèle des catalogues de mode et inspire l'homme de presse Lucien Vogel.
Il lance, avec François Bernouard, sa première revue d'art, Shéhérazade, « album mensuel d'œuvres inédites, d'art et de littérature » le 10 novembre 1909, dans un format carré, avec pour rédacteur en chef, Jean Cocteau (qui tiendra quatre numéros) et où l'on trouve Francis Carco comme secrétaire. La revue s'arrête le 15 mars 1911 (six numéros). Il collabore au Journal des dames et des modes.
En 1913, Paul Iribe travaille en tant que décorateur d'intérieur, et crée des meubles pour Paul Poiret et Jeanne Lanvin, ou encore pour le mécène couturier Jacques Doucet. Ce dernier lui confie l'installation de son nouvel appartement. Ses meubles précieux s'inspirent du mobilier XVIIIe siècle. Il les présente dans une boutique qu'il ouvre cette année-là rue du Faubourg-Saint-Honoré.
Le milieu parisien de la mode lui resta fidèle dans les années 1920, lorsqu'il revint des États-Unis. Ainsi, pour Jeanne Lanvin, il est sans doute à l'origine du design de la marque du parfum Arpège (1926). C'est également à cette époque qu'il rencontre Coco Chanel, dont il devient au début des années 1930 le compagnon puis le fiancé.
Fin 1914, aux débuts de la Première Guerre mondiale, il publie Le Mot avec de nouveau Jean Cocteau. Cette revue patriotique, très soignée, comporte 20 numéros, et reprend la maquette et l'esprit de son précédent hebdomadaire, Le Témoin. La publication s'arrête au bout d'un an, faute de lecteurs.
Paul Iribe fournit ensuite de nombreux dessins à La Baïonnette.

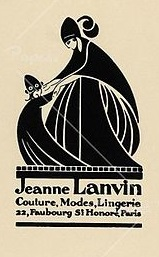
Logo pour Lanvin (1907).
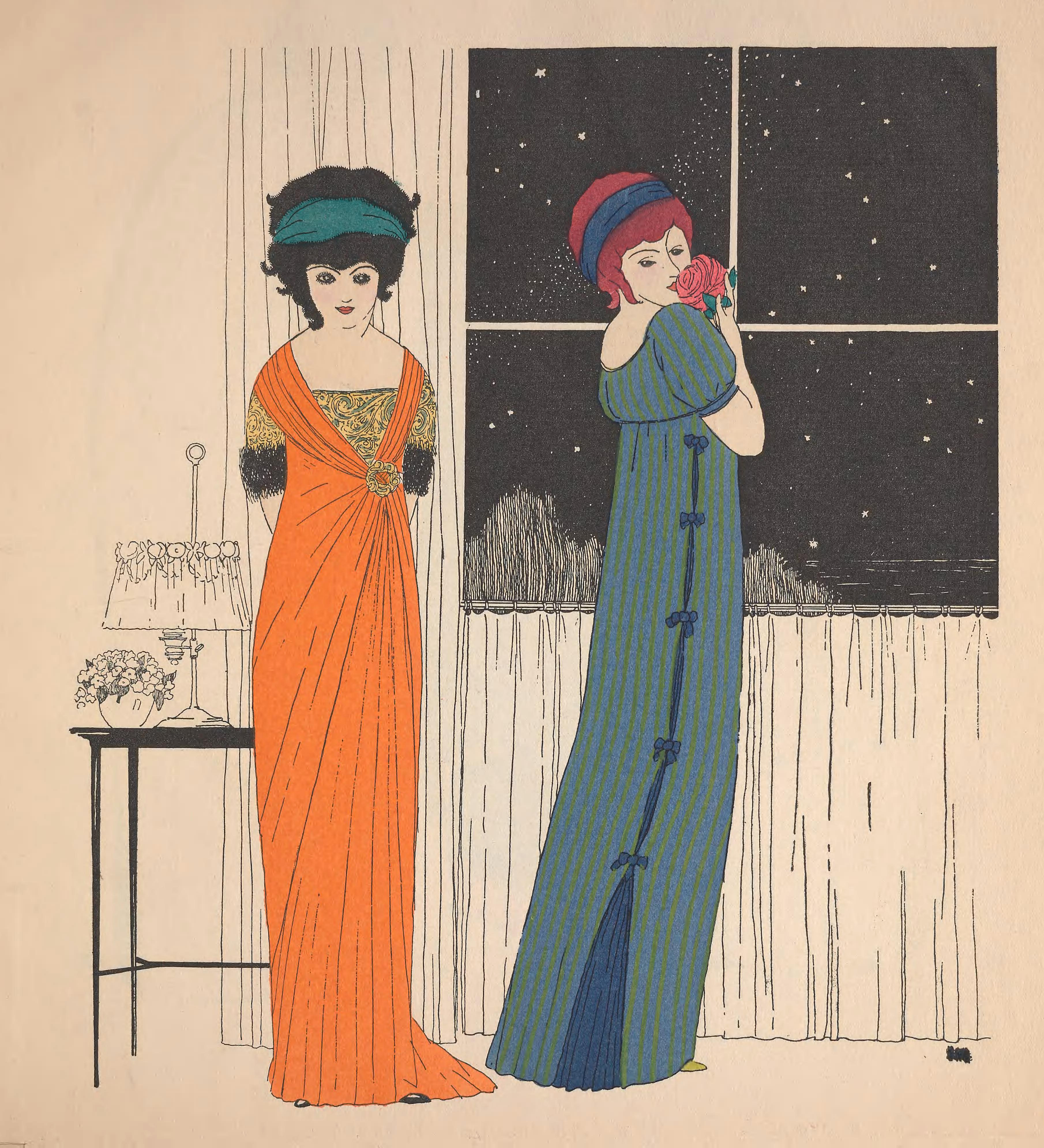
Illustration des Robes de Paul Poiret, ouvrage présentant la collection de Paul Poiret (1908).
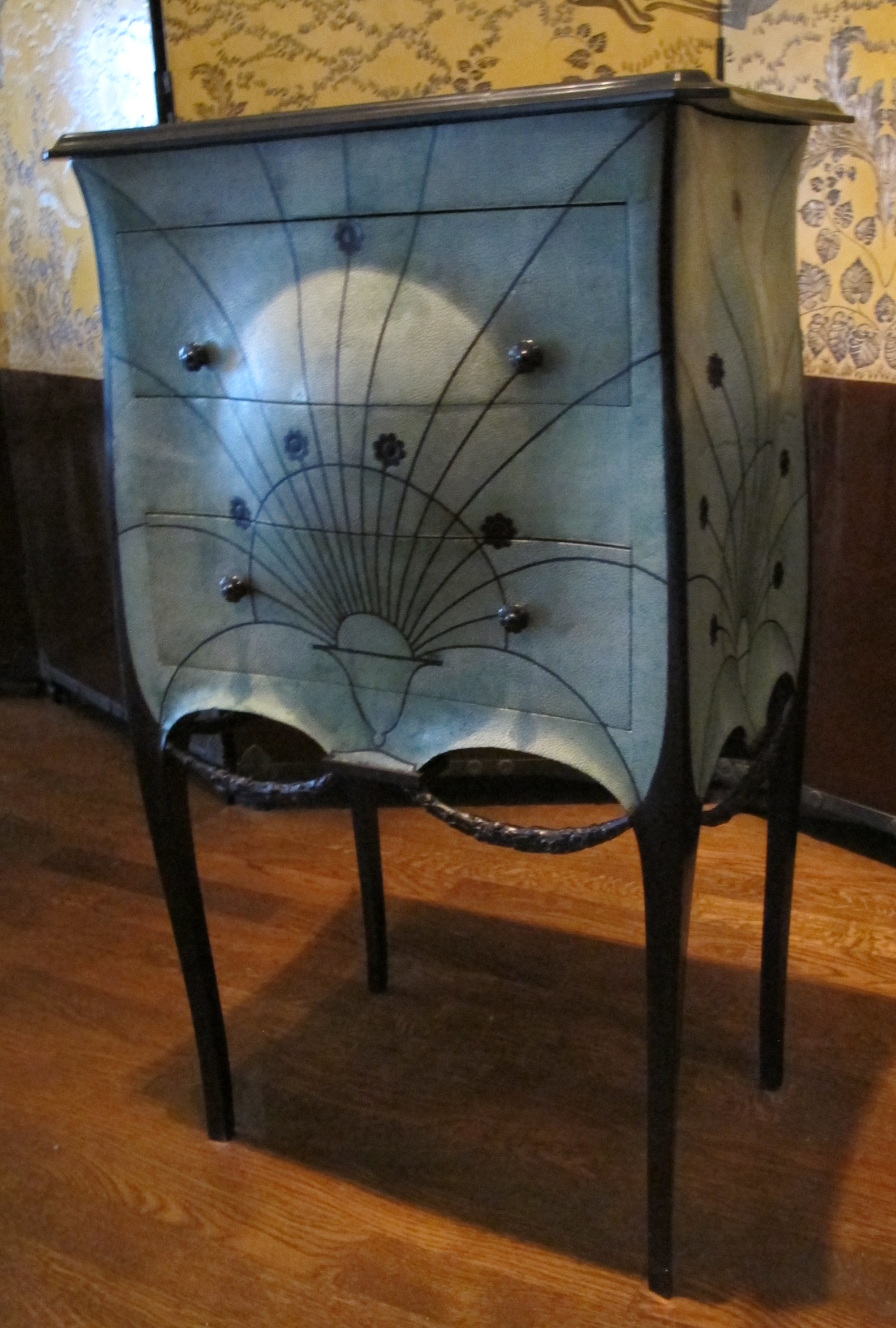
Commode (vers 1912), Paris, musée des Arts décoratifs.
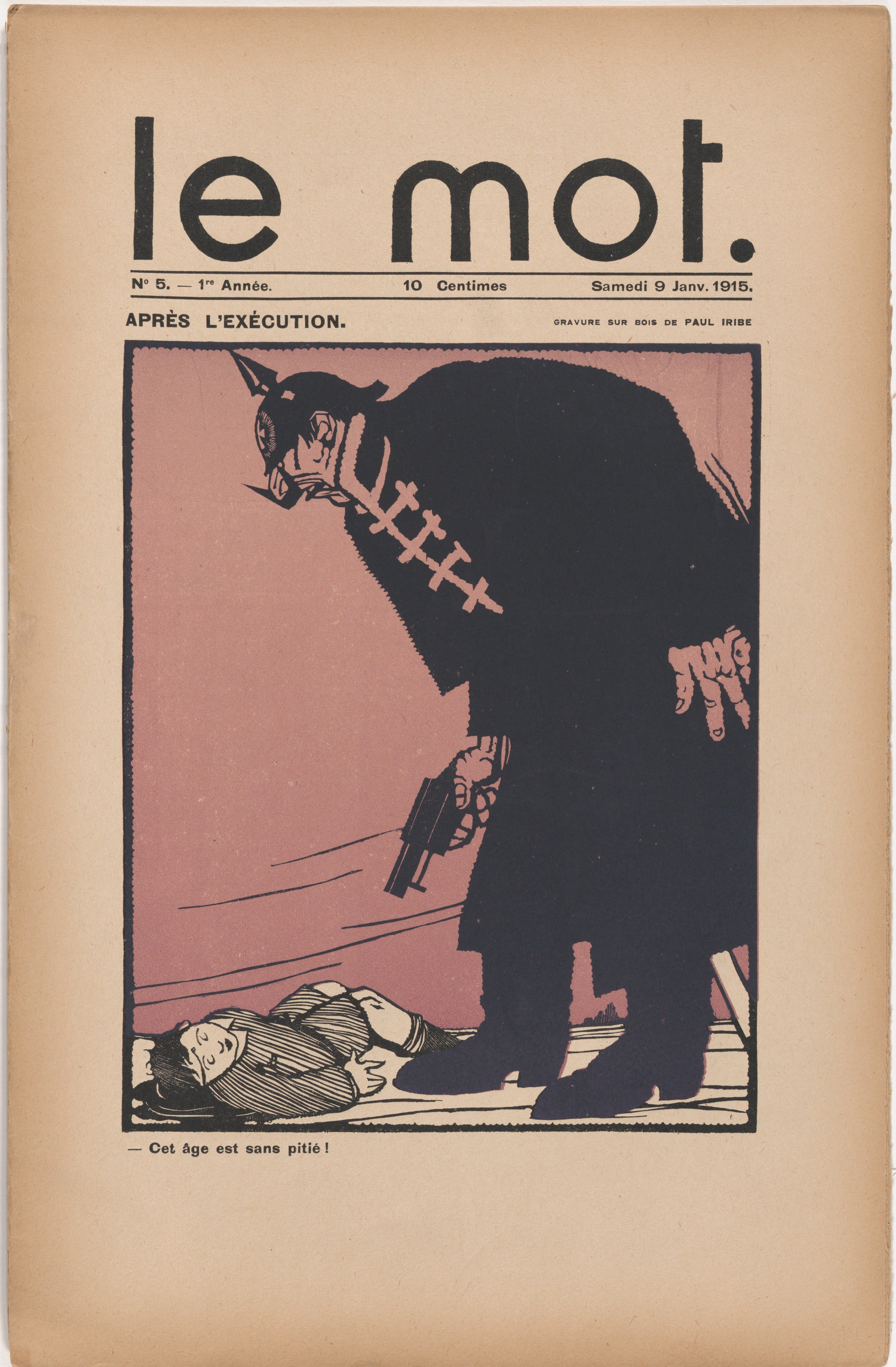
Couverture pour Le Mot du 5 janvier 1915.
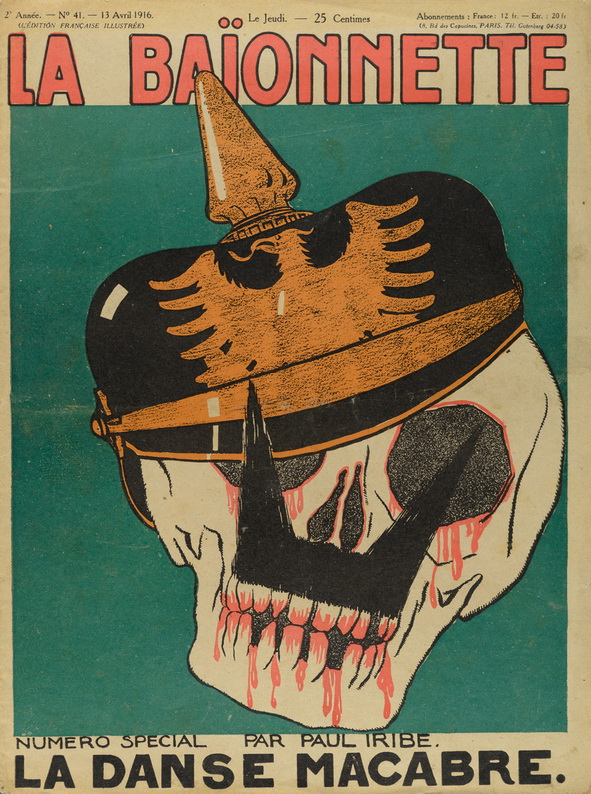
Couverture pour La Baïonnette du 13 avril 1916.

### L'aventure hollywoodienne

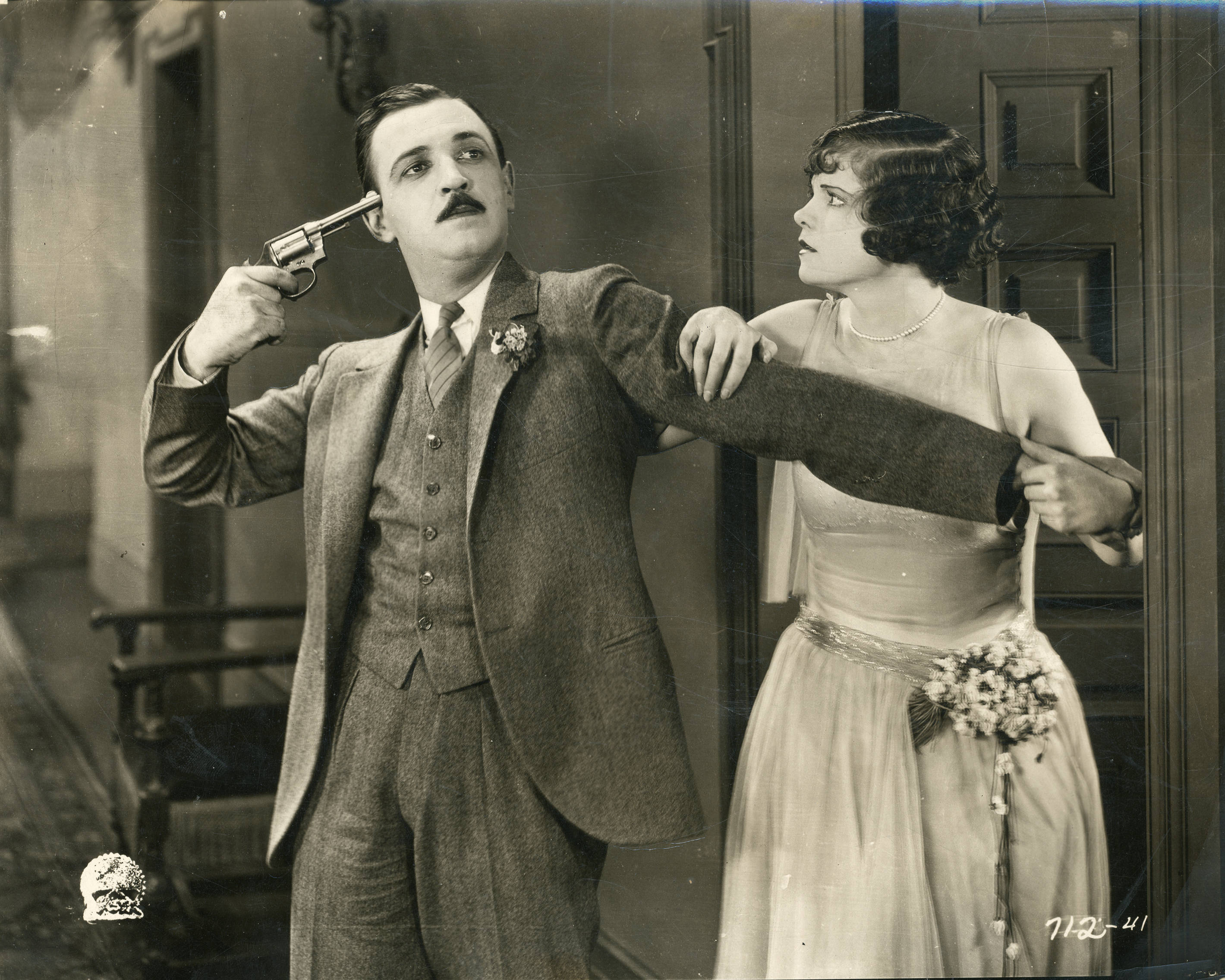
Photographie de plateau du film Raymond ne veut plus de femmes (1925) réalisé par Paul Iribe et Frank Urson.

En 1919, il part pour huit ans aux États-Unis, avec comme première idée d'y fonder une agence de création artistique internationale. Puis, il se rend à Hollywood, embauché par la Famous Players-Lasky, propriétaire des studios de la Paramount Pictures, comme directeur artistique des productions de George Fitzmaurice. Plus tard, il travaille aux côtés de Cecil B. DeMille, d'abord sur Le cœur nous trompe, en 1921, et collabore en tout à 16 films dont la première version muette des Dix Commandements. Il se brouille avec DeMille et finit par rentrer en France.
Il coréalisa plusieurs films, dont Changing Husbands (1924) — en revanche, c'est sa nièce, Marie-Louise Iribe (1894-1934), qui dirigea en 1930 une adaptation de l'œuvre de Gœthe, Le Roi des Aulnes.

### Retour en France

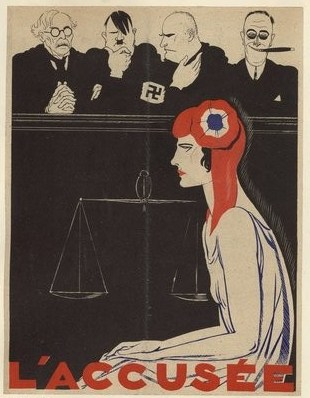
Couverture pour Le Témoin du 7 janvier 1934.

Selon Paul Morand, le retour de Paul Iribe en France à la fin des années 1920 se produit dans une relative indifférence de sa personne : l'artiste doit alors reconquérir sa place au sein de la communauté des créateurs français.
Il s'intéresse aux domaines les plus variés de l'art décoratif : bijoux, tissus, éventails, livres d'enfants, cartes postales… Il crée un motif qui restera un des symboles de la période Art déco, une rose stylisée, la « rose de Paul Iribe ». Il répond à de nombreuses commandes publicitaires pour l'agence Wallace & Draeger, dont certains catalogues de grande qualité, notamment pour le marchand de vins Nicolas et le paquebot Normandie.
Son atelier comprend une importante structure éditoriale et une activité d'imprimerie d'où sortiront de nombreuses publications. Il y forme un jeune collaborateur, le photographe François Kollar.
En décembre 1933, il reprend, pour 69 numéros, Le Témoin, journal illustré qu'il avait créé en 1906. Le ton de cette feuille satirique, un périodique jugé « confidentiel et inutile » par Edmonde Charles-Roux, était résolument nationaliste, antisémite, antiparlementariste, anticommuniste, antihitlérien, xénophobe, se montrant particulièrement violent au moment de l'affaire Stavisky et des événements du 6 février 1934.
Il lance, en collaboration avec la marque automobile Matford et à l'initiative de son administrateur, Maurice Dollfus, la Revue des sports et du monde, un bimestriel prestigieux qui comprendra 29 numéros illustrés en partie en couleurs, et la collaboration de Gabrielle Chanel, André Demaison et Jean Giraudoux.
En 1934, il publie Parlons français, livre illustré de 37 dessins.

### Disparition et hommages
Il meurt, foudroyé par une embolie, le 21 septembre 1935 à Roquebrune dans la villa de Gabrielle Chanel, La Pausa, lors d'une partie de tennis : c'est ce que rapporte Paul Morand, témoin du drame, dans les pages du Figaro, illustrées par un portrait dessiné par Jean Cocteau. Il est enterré à Barbizon.